# St. Nikolaus (Deutenhausen)

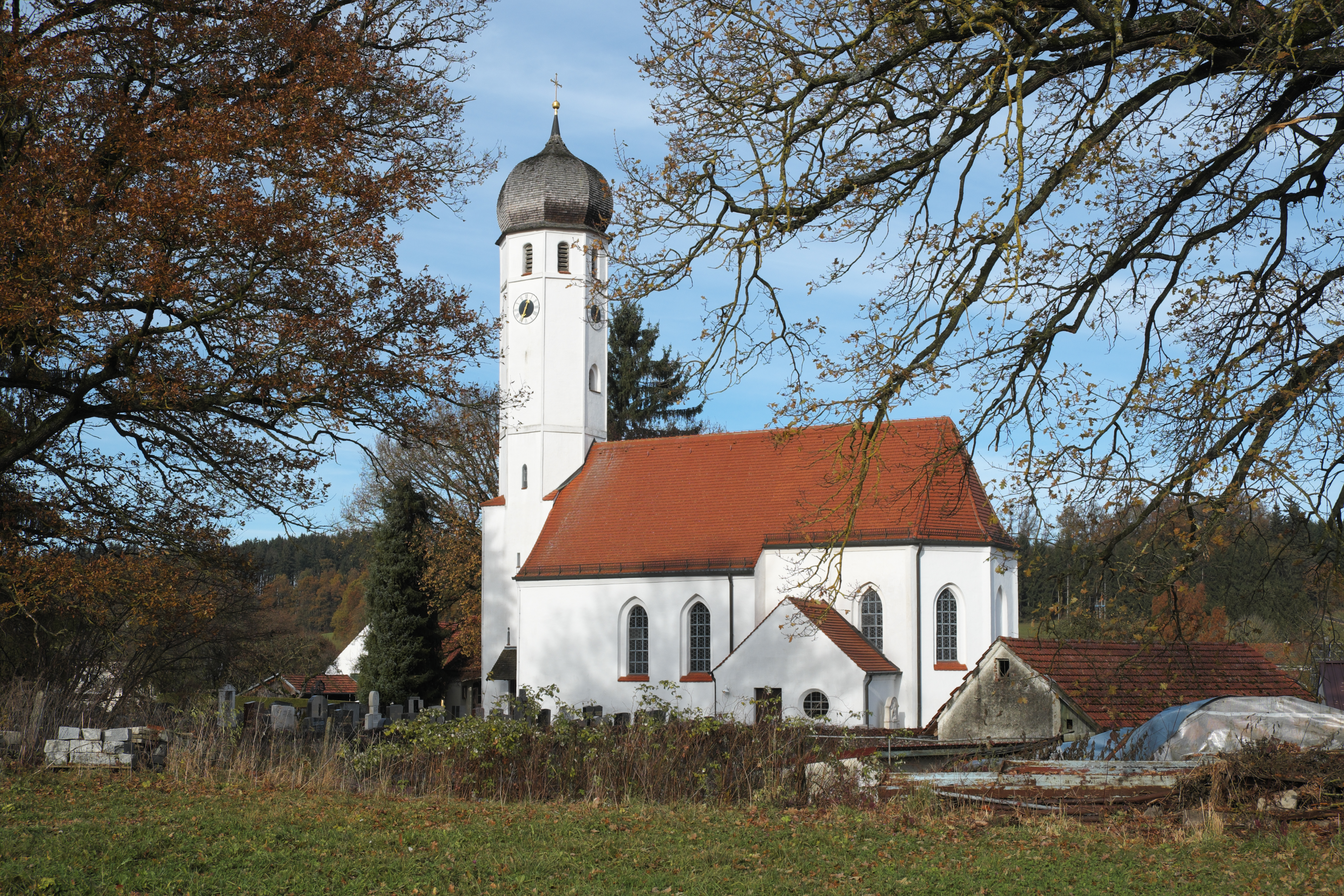
Kirche St. Nikolaus in Deutenhausen

Die katholische Filialkirche St. Nikolaus in Deutenhausen, einem Gemeindeteil von Bergkirchen im oberbayerischen Landkreis Dachau, wurde Ende des 18. Jahrhunderts errichtet. Die dem heiligen Nikolaus geweihte Kirche ist ein geschütztes Baudenkmal.
Der Altarraum mit Spitzbogengewölbe sowie der Unterteil des 29 Meter hohen Turms mit Oktogon und Zwiebelhaube stammen von der Vorgängerkirche aus frühgotischer Zeit.
Das einschiffige Langhaus wurde 1792 erbaut.